# Cotherstone
Cotherstone är en ort och civil parish i Storbritannien.   Den ligger i kommunen Durham i riksdelen England, i den centrala delen av landet, 400 km norr om huvudstaden London. Cotherstone ligger 185 meter över havet och antalet invånare är 594.
Terrängen runt Cotherstone är platt åt sydost, men åt nordväst är den kuperad. Cotherstone ligger nere i en dal. Runt Cotherstone är det ganska glesbefolkat, med 29 invånare per kvadratkilometer. Närmaste större samhälle är Barnard Castle, 5,2 km sydost om Cotherstone. Trakten runt Cotherstone består i huvudsak av gräsmarker.